# La Pineda (Horta de Sant Joan)
La Pineda és un bosc de pins del terme municipal d'Horta de Sant Joan situat al sud-oest de les Roques de Benet, sota la Pena de Gall, entre els colls de Blanco (oest) i Membrado (est) dins el Parc Natural dels Ports. La superfície de la pineda s'acosta a les 80 hectàrees.